# Campeonato Uruguaio de Futebol de 1929
O Campeonato Uruguaio de Futebol de 1929 consistiu em uma competição com dois turnos, no sistema de todos contra todos. O campeão foi o Peñarol.

## Classificação[2]
| Pos | Equipe               | Pts | J  | V  | E  | D  | GP | GC | SG  |
| --- | -------------------- | --- | -- | -- | -- | -- | -- | -- | --- |
| 1°  | Peñarol              | 46  | 26 | 21 | 4  | 1  | 54 | 10 | 44  |
| 2°  | Nacional             | 36  | 26 | 15 | 6  | 5  | 59 | 24 | 35  |
| 3°  | Defensor             | 32  | 26 | 11 | 10 | 5  | 45 | 33 | 12  |
| 4°  | Rampla Juniors       | 29  | 26 | 13 | 3  | 10 | 55 | 34 | 21  |
| 5°  | Olimpia              | 28  | 26 | 11 | 6  | 8  | 39 | 39 | 0   |
| 6°  | Montevideo Wanderers | 28  | 26 | 9  | 10 | 7  | 33 | 38 | -5  |
| 7°  | Capurro              | 26  | 26 | 10 | 6  | 10 | 38 | 40 | -2  |
| 8°  | Misiones             | 25  | 26 | 9  | 7  | 10 | 32 | 49 | -17 |
| 9°  | Bella Vista          | 24  | 26 | 8  | 8  | 10 | 32 | 35 | -3  |
| 10° | Sud América          | 23  | 26 | 9  | 5  | 12 | 37 | 36 | 1   |
| 11° | Central              | 21  | 26 | 7  | 7  | 12 | 35 | 46 | -11 |
| 12° | Liverpool            | 20  | 26 | 8  | 4  | 14 | 30 | 31 | -1  |
| 13° | Colón                | 18  | 26 | 7  | 4  | 15 | 33 | 44 | -11 |
| 14° | Cerro                | 8   | 26 | 3  | 2  | 21 | 24 | 87 | -63 |

|  | Campeão.    |
|  | Rebaixados. |

Promovido para a próxima temporada: Racing.
| Campeonato Uruguaio de 1929  |
| ---------------------------- |
| Peñarol Campeão (11º título) |